# Helmuth M. Backhaus
Helmuth Manuel Backhaus (* 6. Juni 1920 in Bonn; † 5. Mai 1989 in München; Pseudonym: Gregor Trass) war ein deutscher Schriftsteller, Hörspielautor, Drehbuchautor, Filmregisseur, Conférencier und Schauspieler.

## Leben
Helmuth M. Backhaus lebte seit den 1930er-Jahren mit seiner Mutter und Schwester in München und machte hier 1939 sein Abitur. Nach dem Arbeitsdienst und Militärdienst bei den Luftnachrichten studierte er einige Semester Jura und Theaterwissenschaft in Frankfurt am Main. Das Studium der Rechtswissenschaften beendete er nicht.
1945 wurde sein erstes Theaterstück Wir unter uns in München aufgeführt. Dadurch wurde Radio München, der Vorläufer des Bayerischen Rundfunks auf ihn aufmerksam, wo er von 1945 bis 1946 zum Sprecher ausgebildet wurde. Ab Januar 1946 baute er bei Radio München zusammen mit dem amerikanischen Kontrolloffizier Walter Kohner die Kabarett-Abteilung auf und leitete sie bis 1947. Dort war er unter anderem mit Kleines Gedeck, Zehnerkabarett, Nachtwindmühle, Schlaue Stunde und Blauer Samstag zu hören.
Für den Bayerischen Rundfunk verfasste er Sketche, Hörspiele, Features und Dokumentarsendungen, in denen er oft selbst Regie führte, ferner schrieb er Gedichte, Theaterstücke und Sachbücher, meist mit humoristischer Note. An der Lore-Bronner-Bühne in München war er als Higgins in Shaws Pygmalion zu sehen.
Als Drehbuchautor, Schauspieler oder Regisseur war Backhaus, zuweilen unter dem Pseudonym Gregor Trass, an mehreren Unterhaltungsfilmen der 1950er- und 1960er-Jahre beteiligt. Er hinterließ über 1500 Bilder, darunter Ölgemälde, Aquarelle, Gouachen, Radierungen und Karikaturen.
Der Nachlass wird von Sabine Freifrau von Süsskind in Dennenlohe betreut.

## Schriften
- 1947: Kleines Gedeck – Verse
- 1960: Fahren zu Zweit – Feuilleton
- 1968: Das Stundenglas und andere unheimliche Geschichten
- 1969: Firpo das Fass
- 1971: Die Mitternachtsprobe und andere unheimliche Geschichten
- 1971: Das Stundenglas und andere unheimliche Geschichten
- 1972: Insel für zwei Personen – Heiterer Roman
- 1972: Jim Colts Abenteuer
- 1975: Götter GmbH und Co. KG.
- 1975: Liebling schlaf nicht dauernd ein – Heiterer Roman
- 1976: Liebe ja – Ehe nein – Heiterer Roman
- 1977: Das Geheimnis des roten Leuchtturms
- 1978: Das Abendland im Kochtopf – Kulturgeschichte des Essens
- 1981: Ich will in meinen Stiefeln sterben – Verse
- 1982: Der Himmel der Tiere – Erzählung
- 1983: Der Venezianische Engel – Erzählung
- 1984: Der Totentanz
- 1985: Sind Computer männlich oder weiblich?

## Theaterstücke
- Wir unter uns
- Die Schule des Casanova
- Drei in einem Raum
- Glück unterwegs
- Der letzte König
- Entführung in Venedig

## Hörspiele
- Der Fall Dr. Crippen. Regie: Alexander Malachovsky, Komponist: Frank Duval. BR 1979, 52 Minuten. Mit: Chefinspektor Snow: Herbert Fleischmann, Detektivsergeant Reilly: Michael Hinz, Dr. Crippen: Harald Leipnitz.
- Die Scotland Yard Story. (Dokumentation) Regie: Alexander Malachovsky. Mitwirkende: Heinz Drache, Erich Hallhuber, Eva-Maria Meineke, Günther Sauer, Lilian Westphal, BR 1980, 97 Minuten.

## Filmografie (als Drehbuchautor)
- 1950: Lied der Landstraße / Auf der Walze (Idee)
- 1950: Liebe auf Eis (Männer um Angelika)
- 1951: Das Gerücht
- 1951: Czardas der Herzen
- 1952: Das kann jedem passieren (nur Schauspieler)
- 1952: Liebe im Finanzamt (nur Schauspieler)
- 1953: Die vertagte Hochzeitsnacht (nur Schauspieler)
- 1953: Musik bei Nacht (nur Schauspieler)
- 1953: Die drei falschen Tanten / Skandal im Mädchenpensionat (nur Sprecher)
- 1956: Der Mustergatte
- 1956: Vor 100 Jahren fing es an (nur Schauspieler)
- 1957: Familie Schimek
- 1957: Nachts im Grünen Kakadu
- 1958: Bühne frei für Marika (auch Schauspieler)
- 1958: Der Czardas-König (Dialog)
- 1958: Der Stern von Santa Clara
- 1959: Die Nacht vor der Premiere
- 1959: Salem Aleikum
- 1960: Ich zähle täglich meine Sorgen
- 1960: Hauptmann, deine Sterne
- 1960: Im weißen Rößl
- 1961: Die Abenteuer des Grafen Bobby
- 1961: Bei Pichler stimmt die Kasse nicht
- 1961: Am Sonntag will mein Süßer mit mir segeln gehn
- 1962: Die Post geht ab (auch Regisseur)
- 1963: Und wenn der ganze Schnee verbrennt (auch Regisseur und Schauspieler)
- 1963: … und der Amazonas schweigt
- 1963: Apartment-Zauber (auch Regisseur)
- 1964: Wenn man baden geht auf Teneriffa (auch Regisseur)
- 1965: Die Banditen vom Rio Grande (auch Regisseur)